# Amadeu Antonio Kiowa
Amadeu Antonio Kiowa (n. 12 august 1962, Quimbele, Angola – d. 6 decembrie 1990, Eberswalde) a fost un muncitor angolez, care a fost victima neofasciștilor din Germania. Sentința blândă pronunțată împotriva făptașilor de judecătoria din Frankfurt (Oder) a fost criticată.

## Date biografice
Kiowa s-a născut în anul 1962 în Quimbele, la nord-est de Luanda. El a fost fiul cel mai în vârstă într-o familie cu 12 copii. În anul 1987 vine ca muncitor în Republica Democrată Germană, și va locui în orașul Eberswalde din Brandenburg.

## Descrierea celor întâmplate
În seara zilei de 24 noiembrie 1990, mai mulți neofasciști s-au adunat în Eberswalde și s-au asociat cu circa 50 de tineri dintr-o discotecă, pentru a face "ceva deosebit". În noaptea de 24 spre 25 noiembrie, Kiowa este vizitat de cunoștințe din Mozambic, cu care a mers la un restaurant. Aici, Kiowa a fost bătut cu brutalitate de grupul de neofasciști, ajungând în stare de comă în spital, unde a decedat după unsprezece zile. Cei doi mozambicani, răniți grav cu cuțitele, reușesc să fugă și scapă cu viață.

Întâmplarea este urmărită de doi polițiști, care au motivat că neintervenția lor ar fi fost cauzată de numărul prea mare al neofasciștilor. Această neintervenție a organelor de ordine, și necondamnarea lor de către justiție, a generat proteste vehemente.